# Harry Isaacs
Pour l’article homonyme, voir Harry Isaacs (pianiste).
Harry Isaacs est un boxeur sud-africain né le 26 janvier 1908 à Johannesburg et mort le 13 septembre 1961 dans la même ville.

## Carrière
Il remporte la médaille de bronze aux Jeux d'Amsterdam en 1928 dans la catégorie poids coqs. Après avoir battu Aage Fahrenholtz et Vincent Glionna, Isaacs s'incline en demi-finale contre l'américain John Daley. 

## Palmarès

### Jeux olympiques
- Jeux olympiques de 1928 à Amsterdam[1] (poids coqs)